# Ramón García-Argüelles de la Braga
Ramón García-Argüelles de la Braga (La Felguera, Asturias, 25 de junio de 1868 - La Felguera, 2 de mayo de 1953), fue un médico español.

## Biografía
Ramón García-Argüelles nació en la casona familiar del barrio de Vega, en La Felguera (concejo asturiano de Langreo). Era hijo de José María García-Argüelles y Josefa de La Braga, de familia acomodada. 
Estudió medicina en la Universidad Central de Madrid, licenciándose en 1891, y completó su formación en el Hospital San Carlos de la ciudad durante dos años. Tras esto se traslada a su Asturias natal donde ejerce de médico en pequeños pueblos de Laviana. Entre 1893 y 1897 es médico titular de las tropas españolas en Cuba. Regresa poco antes de finalizar la guerra y se instala como médico titular en La Felguera. Cubría además los domicilios de pequeños pueblos cercanos, utilizando durante años un caballo blanco de nombre Romero. Compaginó esta tarea con el cargo de Médico Civil en la Comisión Mixta de Reclutamiento de Oviedo y en el Comité Local de Cruz Roja Española. Fue también facultativo del Montepío de Empleados Municipales de Langreo. También dedicó parte de su tiempo en asistir al Hospital de Beneficencia Provincial de Oviedo. 
Se definía como liberal, perteneciendo al Partido Reformista de Melquiades Álvarez. Su tío Alfredo Martínez García-Argüelles fue Ministro de Justicia, Trabajo y Sanidad durante la Segunda República. Fue presidente del Círculo Reformista de La Felguera. Al pertenecer uno de sus hijos al bando nacional, temió por su propia vida durante la Guerra Civil, pero siguió ejerciendo. Falleció en su villa natal el 2 de mayo de 1953 a causa de un ictus, descansando sus restos en el cementerio local. 
Se casó con Dolores Martínez Noval y tuvo diez hijos, de los cuales tres fallecieron prematuramente. 

## Reconocimientos
Tras su fallecimiento, el Consejo General de Colegios Médicos inscribió su nombre en el Cuadro de Honor, reconociendo así su labor asistencial, que llegó a ser de total entrega. También recibió una calle con su nombre en La Felguera. 